# За Маркса…
«За Ма́ркса…» — российский фильм 2012 года режиссёра Светланы Басковой.

## Сюжет
Сюжет фильма рассказывает о ситуации на сталелитейном заводе во время экономического кризиса. Действие фильма разворачивается в 2010 году, когда руководство предприятия в лице его владельца Павла Сергеевича проводит сокращения заработной платы и увольнения персонала. Это вызывает недовольство в рабочей среде, где группа активистов организует независимый профсоюз с намерением добиться от руководства решения ряда проблем. На конфликте между рабочими и руководством завода и основывается сюжет картины. 

## В ролях
- Сергей Пахомов — бригадир литейного цеха, активист профсоюза
- Александр Ковалёв — мастер литейного цеха, активист профсоюза
- Лаврентий Светличный — активист профсоюза
- Владимир Епифанцев — Павел Сергеевич, владелец завода
- Виктор Сергачёв — Сергей Викторович, отец владельца завода
- Денис Яковлев — Додик, помощник владельца завода
- Владимир Яковлев — замминистра
- Михаил Калинкин — начальник цеха
- Виктор Юрков — молодой рабочий

## Награды и номинации
Фильм был показан на Берлинском кинофестивале 2013 года. Победил в номинации «Событие года» на фестивале «Белый слон». Был номинирован на главный приз «Кинотавра» в 2012 году.
Номинация на премию «Ника» за лучшую мужскую роль второго плана — Владимир Епифанцев